# Замок с привидениями (фильм, 1897)
«Замок с привидениями» (фр. Le château hanté, англ. The Haunted Castle) — немой короткометражный фильм ужасов Жоржа Мельеса. Премьера прошла во Франции в 1897 года.

## Сюжет

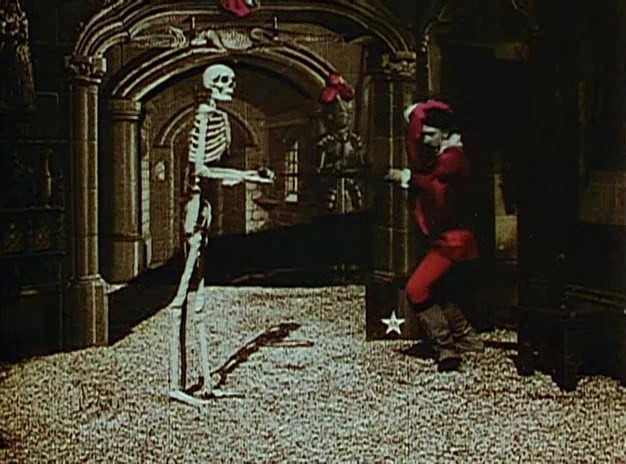
Цветной кадр из фильма «Замок с привидениями». Клиент гостиницы сражается со скелетом.

Владелец гостиницы оставляет своего клиента. В номере происходят метаморфозы и хозяин отеля говорит, что забыл предупредить, что в отеле живут привидения.

## В ролях
- Жорж Мельес — владелец гостиницы

## Художественные особенности
Появление, превращение и исчезновение предметов — самая знаменитая техника фильмов XIX века. Появлялись и исчезали следующие атрибуты — стул, монашка, скелет, стражник и хозяин отеля.

## История создания
Фильм снят Мельесом в тех же декорациях, что и «Замок дьявола» (1896) Мельеса, вышедший за год до «Замка с привидениями». В начале 1898 года копия фильма была куплена Джорджем Альбертом Смитом для показа в Великобритании. Хотя «The Haunted Castle» прямо рекламировался как фильм Мельеса в октябрьском номере «The Magic Lantern Journal Annual» 1897 года, в некоторые поздние каталоги фильм попал как снятый Джорджем Альбертом Смитом.